# Famille von May
La famille von May (de May) ou simplement May est une famille bourgeoise de Berne.

## Histoire
La famille possède la seigneurie de Rued dès 1520. Le château reste en mains de la famille jusqu'en 1861.

## Personnalités
- Bartholomäus May, siège au Grand Conseil dès 1474 et au Petit Conseil dès 1494.
- Bartholomäus May (1654-1726), membre du Grand Conseil de Berne dès 1691, bailli d'Interlaken en 1699, bailli de Morat en 1715[2].